# Osteoporose
Osteoporose (græsk: "osteo"=knogle og "poros"=porøs; dansk: knogleskørhed) er en sygdom med nedsat knoglemængde og ændret mikro-arkitektur, som nedsætter knoglernes brudstyrke. Patienter med osteoporose har derfor øget risiko for knoglebrud. Osteoporose forekommer dels som en selvstændig sygdom (primær osteoporose), dels som følge af andre sygdomme (sekundær osteoporose). 
Antallet af personer, der er i behandling med lægemidler mod osteoporose, er steget støt i løbet af de seneste 10 år.

## Symptomer
Osteoporose giver som hovedregel ikke anledning til symptomer før evt. knoglebrud indtræffer.

## Undersøgelsesmetoder
Diagnosen "osteoporose" stilles i praksis på baggrund af en såkaldt DXA-skanning (en særlig røntgenundersøgelse med måling af knoglernes mineraltæthed).

## Undertyper

### Primær osteoporose
Osteoporose, som ikke skyldes anden sygdom. Man skelner mellem post-menopausal osteoporose, der ses hos kvinder efter overgangsalderen, og aldersbetinget osteoporose, som ses hos både mænd og kvinder. Årsagerne til primær osteoporose er multi-faktorielle. Arvelige forhold, en række livsstilsfaktorer (f.eks. tobaksrygning), diæt og motionsvaner har betydning. Aldersbetingede ændringer i levevis og fysiologi (f.eks. kvindens overgangsalder) har stor betydning. 

#### Post-menopausal osteoporose
Osteoporose hos kvinder efter overgangsalderen. Den primære årsag er den nedsatte produktion af hormonet østrogen, der ses hos kvinder efter overgangsalderen.

#### Aldersrelateret osteoporose
Osteoporose hos ældre mænd og kvinder skyldes bl.a. aldersbetingede ændringer i calcium-absorptionen fra tarmen, nedsat produktion af aktivt D-vitamin og deraf følgende øget indhold i blodet af parathyroideahormon.

### Sekundær osteoporose
Osteoporose, som kan skyldes i tilfælde af andre sygdomme, eksempel rheumatoid artihritis ("ledgigt")

## Knogleskørhed ved forurening fra brændstoffer
I 2009, blev det anslået, at Mærsk-flådens brug af bunkerfuel frigav svovldioxid og nitrogenoxider til atmosfæren, dvs. troposfæren svarende til emissionerne fra 9 milliarder biler, med deraf følgende alvorlige sundheds-, miljø- og klimaforandringer relateret. Et af sundhedsproblemerne med især nitrogenoxider er, at en etnisk forskelligartet kohorte på 161.808 postmenopausale kvinder, der deltog i en undersøgelse offentliggjort i 2023, fandt, at nitrogenoxider var en væsentlig bidragyder til knogleforringelsen hos postmenopausale kvinder, hvor man hos en af to kvinder over 50 år, der oplever et knoglebrud, er lændehvirvelsøjlen et af de mest modtagelige steder for skader fra oxiderne, og findes dobbelt så ødelæggende som normal aldring, med virkninger, der menes at ske gennem knoglecelledød ved oxidativ stress og andre mekanismer.
For eksempel faldt lændehvirvelsøjlens knogle-mineral-tæthed (BMD) 0,026 g/cm2/år pr. 10% stigning i 3-års gennemsnitlig NO2-koncentration, eller mængden til 1,22% årlige reduktioner, næsten det dobbelte af den årlige virkning af alder på enhver af de anatomiske steder vurderet.

## Forebyggelse
Op gennem livet kan sygdommen forebygges ved at være fysisk aktiv – dvs. vænne knoglerne til at blive belastede. Ligeledes kan indtagelse af kalk styrke knoglerne, da de så senere i livet bedre kan tåle en svækkelse. For ældre personer anbefales af de samme årsager helt konkret, at de holder sig fysisk aktive og sørger for at spise kalkholdig mad.
Desuden har en engelsk undersøgelse fra 2006, fastslået, at en moderat indtagelse af alkohol i øl vil kunne forebygge sygedommen i minimum samme grad som indtagelse af kalk.

## Behandling

### Antiresorptiv behandling
En række medikamenter (f.eks. østrogen, bisfosfonat og calcitonin) er 'antiresorptive', dvs. de nedsætter knogletabet. 

### Anabol behandling
En række medikamenter (f.eks. parathyroideahormon) har anabol effekt, dvs. de genopbygger knoglevævet.

### Dual actionbehandling
Nogle medikamenter (f.eks. strontium) har tilsyneladende både en vis antiresorptiv og en vis anabol effekt.